# Kanton Villars-les-Dombes
Der Kanton Villars-les-Dombes ist ein französischer Wahlkreis im Département Ain in der Region Auvergne-Rhône-Alpes. Er umfasst 25 Gemeinden im Arrondissement Bourg-en-Bresse, sein bureau centralisateur ist in Villars-les-Dombes. Im Rahmen der landesweiten Neuordnung der französischen Kantone wurde er im Frühjahr 2015 erheblich erweitert.

## Gemeinden
Der Kanton besteht aus 25 Gemeinden mit insgesamt 35.400 Einwohnern (Stand: 1. Januar 2022) auf einer Gesamtfläche von 390,44 km²:
| Gemeinde                   | Einwohner 1. Januar 2022 | Fläche km² | Dichte Einw./km² | Code INSEE | Postleitzahl |
| -------------------------- | ------------------------ | ---------- | ---------------- | ---------- | ------------ |
| Ambérieux-en-Dombes        | 1.917                    | 15,92      | 120              | 01005      | 01330        |
| Ars-sur-Formans            | 1.513                    | 5,50       | 275              | 01021      | 01480        |
| Baneins                    | 618                      | 8,91       | 69               | 01028      | 01990        |
| Birieux                    | 280                      | 15,83      | 18               | 01045      | 01330        |
| Bouligneux                 | 323                      | 26,09      | 12               | 01052      | 01330        |
| Chaleins                   | 1.436                    | 17,00      | 84               | 01075      | 01480        |
| Chaneins                   | 1.041                    | 12,63      | 82               | 01083      | 01990        |
| Civrieux                   | 1.986                    | 19,76      | 101              | 01105      | 01390        |
| Fareins                    | 2.524                    | 8,22       | 307              | 01157      | 01480        |
| Francheleins               | 1.593                    | 13,56      | 117              | 01165      | 01090        |
| Lapeyrouse                 | 337                      | 20,04      | 17               | 01207      | 01330        |
| Lurcy                      | 404                      | 4,81       | 84               | 01225      | 01090        |
| Messimy-sur-Saône          | 1.312                    | 5,95       | 221              | 01243      | 01480        |
| Mionnay                    | 2.309                    | 19,62      | 118              | 01248      | 01390        |
| Monthieux                  | 673                      | 10,75      | 63               | 01261      | 01390        |
| Rancé                      | 760                      | 9,53       | 80               | 01318      | 01390        |
| Relevant                   | 467                      | 12,38      | 38               | 01319      | 01990        |
| Saint-André-de-Corcy       | 3.369                    | 20,73      | 163              | 01333      | 01390        |
| Saint-Jean-de-Thurigneux   | 850                      | 16,00      | 53               | 01362      | 01390        |
| Saint-Marcel               | 1.300                    | 11,64      | 112              | 01371      | 01390        |
| Sainte-Olive               | 357                      | 7,39       | 48               | 01382      | 01330        |
| Saint-Trivier-sur-Moignans | 1.910                    | 41,99      | 45               | 01389      | 01990        |
| Savigneux                  | 1.459                    | 14,75      | 99               | 01398      | 01480        |
| Villars-les-Dombes         | 5.059                    | 24,65      | 205              | 01443      | 01330        |
| Villeneuve                 | 1.603                    | 26,79      | 60               | 01446      | 01480        |
| Kanton Villars-les-Dombes  | 35.400                   | 390,44     | 91               | 0122       | –            |

Bis zur Neuordnung bestand der Kanton Villars-les-Dombes aus den zehn Gemeinden Birieux, Bouligneux, La Chapelle-du-Châtelard, Lapeyrouse, Marlieux, Monthieux, Saint-Germain-sur-Renon, Saint-Marcel, Saint-Paul-de-Varax und Villars-les-Dombes. Sein Zuschnitt entsprach einer Fläche von 180,90 km2. Er besaß vor 2015 den INSEE-Code 0135.

## Einwohner
| Bevölkerungsentwicklung | Bevölkerungsentwicklung |
| Jahr                    | Einwohner               |
| ----------------------- | ----------------------- |
| 1962                    | 4044                    |
| 1968                    | 4476                    |
| 1975                    | 4933                    |
| 1982                    | 6099                    |
| 1990                    | 7302                    |
| 1999                    | 8830                    |
| 2006                    | 9581                    |
| 2011                    | 10.141                  |

## Politik
| Vertreter im conseil général des Départements | Vertreter im conseil général des Départements | Vertreter im conseil général des Départements |
| Amtszeit                                      | Name                                          | Partei                                        |
| --------------------------------------------- | --------------------------------------------- | --------------------------------------------- |
| 2001–2015                                     | Georges Faverjon                              | -                                             |
| 2015–                                         | Henri Cormoreche Brigitte Coulon              | UD                                            |